# Colton Flasch
Colton Flasch (Biggar, 27 de febrero de 1991) es un deportista canadiense que compite en curling. Ganó una medalla de plata en el Campeonato Mundial de Curling Masculino de 2019.

## Palmarés internacional
| Campeonato Mundial | Campeonato Mundial  | Campeonato Mundial | Campeonato Mundial |
| Año                | Lugar               | Medalla            | Prueba             |
| ------------------ | ------------------- | ------------------ | ------------------ |
| 2019               | Lethbridge (Canadá) | Medalla de plata   | Equipo             |